# المزارعة (أولاد صباح)
المزارعة هي إحدى مشيخات المملكة المغربية، تتبع جغرافيا لإقليم برشيد وإداريًا لأولاد صباح. يقدر عدد سكانها بـ 2997 نسمة حسب الإحصاء الرسمي للسكان والسكنى لسنة 2004.